# Melanogromyia
Melanogromyia är ett släkte av tvåvingar. Melanogromyia ingår i familjen minerarflugor.
Släktet innehåller bara arten Melanogromyia arnicarum.